# GOLDEN☆BEST 村下孝蔵 ベスト・セレクト・ソングズ
『GOLDEN☆BEST 村下孝蔵 ベスト・セレクト・ソングズ』（ゴールデンベスト むらしたこうぞう ベスト・セレクト・ソングズ）は、村下孝蔵のベスト・アルバム。2013年7月3日発売。発売元はソニー・ミュージックダイレクト。規格品番はMHCL-2292。

## 解説
各レコード会社から発売されている“ゴールデン☆ベスト”シリーズの1枚で、1980年からの発表楽曲で構成されたベスト・アルバム。
歌詞ブックレット冒頭には音楽プロデューサー・須藤晃の「忘れ得ぬ風景」と題したライナーノーツ、巻末には同じ須藤による全収録曲の楽曲解説が2ページに渡り掲載された。
同日には本アルバム収録曲のオリジナル・カラオケを収録したアルバム、『GOLDEN☆BEST 村下孝蔵オリジナル・カラオケ集』も発売された。規格品番はMHCL-2293。ディスクジャケットはそれぞれ別カット写真となっている

## 収録曲
| 全作詞・作曲: 村下孝蔵、全編曲: 水谷公生（「同窓会（Single version）」のみ須藤晃） コーラスアレンジ: 町支寛二（M-1・2・3・14）。 |                              |          |            |      |
| # | タイトル                     | 作詞     | 作曲・編曲 | 時間 |
| 1. | 「初恋」(Single version)     | 村下孝蔵 | 村下孝蔵   | 3:40 |
| 2. | 「踊り子」(Single version)   | 村下孝蔵 | 村下孝蔵   | 4:09 |
| 3. | 「少女」(Single version)     | 村下孝蔵 | 村下孝蔵   | 3:46 |
| 4. | 「ロマンスカー」             | 村下孝蔵 | 村下孝蔵   | 5:43 |
| 5. | 「風のたより」               | 村下孝蔵 | 村下孝蔵   | 4:27 |
| 6. | 「きっといつかは」           | 村下孝蔵 | 村下孝蔵   | 4:11 |
| 7. | 「春雨」                     | 村下孝蔵 | 村下孝蔵   | 4:36 |
| 8. | 「恋路海岸」                 | 村下孝蔵 | 村下孝蔵   | 4:14 |
| 9. | 「この国に生まれてよかった」 | 村下孝蔵 | 村下孝蔵   | 3:26 |
| 10. | 「同窓会」(Single version)   | 村下孝蔵 | 村下孝蔵   | 4:24 |
| 11. | 「教訓」                     | 村下孝蔵 | 村下孝蔵   | 4:15 |
| 12. | 「陽だまり」                 | 村下孝蔵 | 村下孝蔵   | 4:01 |
| 13. | 「青春の日々に」             | 村下孝蔵 | 村下孝蔵   | 3:32 |
| 14. | 「ゆうこ」(Single version)   | 村下孝蔵 | 村下孝蔵   | 3:24 |
| 15. | 「りんごでもいっしょに」     | 村下孝蔵 | 村下孝蔵   | 4:34 |
| 16. | 「松山行フェリー」           | 村下孝蔵 | 村下孝蔵   | 3:59 |
| 17. | 「夕焼けの町」               | 村下孝蔵 | 村下孝蔵   | 4:06 |
| 18. | 「歌人」                     | 村下孝蔵 | 村下孝蔵   | 3:56 |
| 合計時間: | 合計時間:                    | 74:23    |            |      |